# داویده فراریو
داویده فراریو (ایتالیایی: Davide Ferrario؛ زادهٔ ۲۶ ژوئن ۱۹۵۶) هنرپیشه، کارگردان فیلم، فیلم‌نامه‌نویس، و نویسنده اهل ایتالیا است.
از فیلم‌ها یا مجموعه‌های تلویزیونی که وی در آن‌ها نقش داشته‌است می‌توان به مرا ببین اشاره نمود.